# Trematodon lato-obtusus
Trematodon lato-obtusus är en bladmossart som beskrevs av C. Müller 1900. Trematodon lato-obtusus ingår i släktet tranmossor, och familjen Bruchiaceae. Inga underarter finns listade i Catalogue of Life.